# Grammy Award for Best Melodic Rap Performance
Der Grammy Award for Best Melodic Rap Performance, auf Deutsch „Grammy-Award für die beste melodische Rap-Darbietung“ (bis 2020 Grammy Award for Best Rap/Sung Performance), ist ein Musikpreis, der bei den jährlich stattfindenden Grammy Awards verliehen wird. Ausgezeichnet werden Songwriter für herausragende Songs, auf denen gerappt wird, also vornehmlich Lieder aus dem Genre der Hip-Hop-Musik, in Kombination mit Gesang.

## Hintergrund und Geschichte
Die seit 1958 verliehenen Grammy Awards (eigentlich Grammophone Awards) werden jährlich in zahlreichen Kategorien von der National Academy of Recording Arts and Sciences (NARAS) in den Vereinigten Staaten von Amerika vergeben, um künstlerische Leistung, technische Kompetenz und hervorragende Gesamtleistung ohne Rücksicht auf die Album-Verkäufe oder Chart-Position zu ehren.
Der Grammy Award for Best Rap/Sung Collaboration wurde zur Würdigung der Zusammenarbeit von Sängern mit Rappern im Jahr 2002 eingeführt. Entsprechend der Kategorienbeschreibung wird der Preis an Interpreten für Lieder vergeben, die eine Zusammenarbeit zwischen Pop- und Rap Interpreten darstellen. Songs mit bekannten Samplings können ebenfalls ausgezeichnet werden. Damit ein Lied zur Nominierung vorgeschlagen werden konnte, musste es bis 2016 mit einem feat. gekennzeichnet werden.
Die ersten ausgezeichneten Interpreten waren im Jahr 2002 Eve gemeinsam mit der Sängerin Gwen Stefani für das Lied Let Me Blow Ya Mind. Im Jahr 2006 waren beide für das Lied Rich Girl nochmals in dieser Kategorie nominiert. Jay-Z wurde insgesamt sechsmal mit diesem Preis ausgezeichnet und neunmal nominiert. Kanye West wurde viermal ausgezeichnet und siebenmal nominiert. Rihanna wurde dreimal ausgezeichnet, sie ist damit die erfolgreichste weibliche Künstlerin in dieser Kategorie. Die meisten Gewinner stammen aus den Vereinigten Staaten, darüber hinaus stammen die weiteren Preisträger aus Barbados und dem Vereinigten Königreich. T-Pain wurde fünfmal nominiert, konnte den Preis allerdings nie gewinnen und ist damit der Künstler mit den meisten Nominierungen ohne Auszeichnung in dieser Kategorie.
Die Grammy-Kategorie heißt seit der Verleihung 2021 Grammy Award for Best Melodic Rap Performance.

## Gewinner und nominierte Künstler
| Jahr                         | Interpret                                          | Nationalität                                   | Werk                  | Weitere nominierte Songwriter mit Songs und Künstlern | Bilder der Ausgezeichneten (exemplarisch) |
| ---------------------------- | -------------------------------------------------- | ---------------------------------------------- | --------------------- | --- | ----------------------------------------- |
| 2002 8. Februar 2002         | Eve feat. Gwen Stefani                             | Vereinigte Staaten                             | Let Me Blow Ya Mind   | - Ja Rule feat. Case – Livin’ It Up - Jagged Edge feat. Nelly – Where the Party At - Ludacris feat. Nate Dogg – Area Codes - Mystic feat. Planet Asia – W                                                                                      | Eve, 2011                                 |
| 2003 13. Februar 2003        | Nelly feat. Kelly Rowland                          | Vereinigte Staaten                             | Dilemma               | - Fat Joe feat. Ashanti – What’s Luv? - Ja Rule feat. Ashanti – Always on Time - Nappy Roots feat. Anthony Hamilton – Po’ Folks - Justin Timberlake feat. Clipse – Like I Love You                                                             | Nelly, 2007                               |
| 2004 8. Februar 2004         | Beyoncé feat. Jay-Z                                | Vereinigte Staaten                             | Crazy in Love         | - The Black Eyed Peas feat. Justin Timberlake – Where Is the Love? - LL Cool J feat. Marc Dorsey – Luv U Better - Snoop Dogg feat. Pharrell und Uncle Charlie Wilson – Beautiful - Pharrell feat. Jay-Z – Frontin’                             | Beyoncé Knowles, 2007                     |
| 2005 11. Februar 2005        | Usher feat. Ludacris und Lil Jon                   | Vereinigte Staaten                             | Yeah!                 | - Kanye West feat. Syleena Johnson – All Falls Down - Christina Milian feat. Fabolous – Dip It Low - Jadakiss feat. Anthony Hamilton – Why - Twista feat. Jamie Foxx und Kanye West – Slow Jamz                                                | Usher, 2008                               |
| 2006 10. Februar 2006        | Linkin Park und Jay-Z                              | Vereinigte Staaten                             | Numb/Encore           | - Gwen Stefani feat. Eve – Rich Girl - Destiny’s Child feat. T.I. und Lil Wayne – Soldier - Common feat. John Legend und Kanye West – They Say - Ciara feat. Missy Elliott – 1, 2 Step                                                         | Linkin Park, 2009                         |
| 2007 8. Februar 2007         | Justin Timberlake feat. T.I.                       | Vereinigte Staaten                             | My Love               | - Akon feat. Eminem – Smack That - Beyoncé feat. Jay-Z – Déjà Vu - Eminem feat. Nate Dogg – Shake That - Jamie Foxx feat. Ludacris – Unpredictable                                                                                             | Justin Timberlake, 2007                   |
| 2008 31. Januar 2008         | Rihanna feat. Jay-Z                                | Barbados Vereinigte Staaten                    | Umbrella              | - Chris Brown feat. T-Pain – Kiss Kiss - Akon feat. Snoop Dogg – I Wanna Love You - Keyshia Cole feat. Lil’ Kim und Missy Elliott – Let It Go - Kanye West feat. T-Pain – Good Life                                                            | Robyn Fenty (bekannt als Rihanna), 2011   |
| 2009 13. Februar 2009        | Estelle feat. Kanye West                           | Vereinigtes Königreich Vereinigte Staaten      | American Boy          | - Flo Rida feat. T-Pain – Low - John Legend feat. André 3000 – Green Light - Lil Wayne feat. T-Pain – Got Money - Lupe Fiasco feat. Matthew Santos – Superstar                                                                                 | Estelle, 2008                             |
| 2010 12. Februar 2010        | Jay-Z feat. Rihanna und Kanye West                 | Vereinigte Staaten Barbados Vereinigte Staaten | Run This Town         | - Beyoncé feat. Kanye West – Ego - Keri Hilson feat. Kanye West und Ne-Yo – Knock You Down - The Lonely Island feat. T-Pain – I’m on a Boat - T.I. feat. Justin Timberlake – Dead and Gone                                                     | Jay-Z, 2009                               |
| 2011 13. Februar 2011        | Jay-Z feat. Alicia Keys                            | Vereinigte Staaten                             | Empire State of Mind  | - B.o.B feat. Bruno Mars – Nothin’ on You - Chris Brown feat. Tyga und Kevin McCall – Deuces - Eminem feat. Rihanna – Love the Way You Lie - John Legend feat. The Roots, Melanie Fiona und Common – Wake Up Everybody                         | Alicia Keys, 2009                         |
| 2012 12. Februar 2012        | Kanye West, Rihanna, Kid Cudi und Fergie           | Vereinigte Staaten Barbados Vereinigte Staaten | All of the Lights     | - Beyoncé feat. André 3000 – Party - DJ Khaled feat. Drake, Rick Ross und Lil Wayne – I’m On One - Dr. Dre feat. Eminem und Skylar Grey – I Need a Doctor - Rihanna feat. Drake – What’s My Name? - Kelly Rowland feat. Lil Wayne – Motivation | Fergie, 2009                              |
| 2013 10. Februar 2013        | Jay-Z & Kanye West feat. Frank Ocean & The-Dream   | Vereinigte Staaten                             | No Church in the Wild | - Flo Rida feat. Sia – Wild Ones - John Legend feat. Ludacris – Tonight (Best You Ever Had) - Nas feat. Amy Winehouse – Cherry Wine - Rihanna feat. Jay-Z – Talk That Talk                                                                     | Jay-Z, 2011                               |
| 2014 26. Januar 2014         | Jay-Z feat. Justin Timberlake                      | Vereinigte Staaten                             | Holy Grail            | - J. Cole feat. Miguel – Power Trip - Jay-Z feat. Beyoncé – Part II (On the Run) - Kendrick Lamar feat. Mary J. Blige – Now or Never - Wiz Khalifa feat. The Weeknd – Remember You                                                             | Jay-Z feat. Justin Timberlake, 2013       |
| 2015 8. Februar 2015         | Eminem feat. Rihanna                               | Vereinigte Staaten Barbados                    | The Monster           | - Common feat. Jhené Aiko – Blak Majik - ILoveMakonnen feat. Drake – Tuesday - Schoolboy Q feat. BJ the Chicago Kid – Studio - Kanye West & Charlie Wilson – Bound 2                                                                           | Eminem, 2009                              |
| 2016 15. Februar 2016        | Kendrick Lamar feat. Bilal, Anna Wise & Thundercat | Vereinigte Staaten                             | These Walls           | - Big Sean feat. Kanye West & John Legend – One Man Can Change the World - Common & John Legend – Glory - Jidenna feat. Roman GianArthur – Classic Man - Nicki Minaj feat. Drake, Lil Wayne & Chris Brown – Only                               | Kendrick Lamar, 2013                      |
| 2017 12. Februar 2017        | Drake                                              | Vereinigte Staaten                             | Hotline Bling         | - Beyoncé feat. Kendrick Lamar – Freedom - D.R.A.M. feat. Lil Yachty – Broccoli - Kanye West feat. Chance the Rapper, Kelly Price, Kirk Franklin & The-Dream – Ultralight Beam - Kanye West feat. Rihanna – Famous                             | Drake, 2011                               |
| 2018 28. Januar 2018         | Kendrick Lamar feat. Rihanna                       | Vereinigte Staaten Barbados                    | Loyalty               | - 6lack – Prblms - GoldLink feat. Brent Faiyaz & Shy Glizzy – Crew - Jay-Z feat. Beyoncé – Family Feud - SZA feat. Travis Scott – Love Galore                                                                                                  | Kendrick Lamar, 2016                      |
| 2019 10. Februar 2019        | Childish Gambino                                   | Vereinigte Staaten                             | This Is America       | - Christina Aguilera feat. GoldLink – Like I Do - 6lack feat. J. Cole – Pretty Little Fears - Kendrick Lamar & SZA – All the Stars - Post Malone feat. 21 Savage – Rockstar                                                                    | Childish Gambino, 2015                    |
| 2020 26. Januar 2020         | DJ Khaled feat. Nipsey Hussle & John Legend        | Vereinigte Staaten                             | Higher                | - Lil Baby & Gunna – Drip Too Hard - Lil Nas X – Panini - Mustard feat. Roddy Ricch – Ballin’ - Young Thug feat. J. Cole & Travis Scott – The London                                                                                           | DJ Khaled 2012                            |
| Best Melodic Rap Performance |                                                    |                                                |                       | |                                           |
| 2021 14. März 2021           | Anderson Paak                                      | Vereinigte Staaten                             | Lockdown              | - DaBaby feat. Roddy Ricch – Rockstar - Drake feat. Lil Durk – Laugh Now, Cry Later - Roddy Ricch – The Box - Travis Scott – Highest in the Room                                                                                               | Anderson Paak (2018)                      |
| 2022 3. April 2022           | Kanye West feat. The Weeknd & Lil Baby             | Vereinigte Staaten Kanada                      | Hurricane             | - J. Cole feat. Lil Baby – Pride Is the Devil - Doja Cat – Need to Know - Lil Nas X feat. Jack Harlow – Industry Baby - Tyler, the Creator feat. YoungBoy Never Broke Again & Ty Dolla Sign – WusYaName                                        |                                           |
| 2023 5. Februar 2023         | Future feat. Drake & Tems                          | Vereinigte Staaten Nigeria                     | Wait for U            | - DJ Khaled feat. Future & SZA – Beautiful - Jack Harlow – First Class - Kendrick Lamar feat. Blxst & Amanda Reifer – Die Hard - Latto – Big Energy (live)                                                                                     |                                           |
| 2024 4. Februar 2024         | Lil Durk feat. J. Cole                             | Vereinigte Staaten                             | All My Life           | - Burna Boy feat. 21 Savage – Sittin’ on Top of the World - Doja Cat – Attention - Drake & 21 Savage – Spin Bout U - SZA – Low | Lil Durk 2022                             |
| 2025 2. Februar 2025         | Rapsody feat. Erykah Badu                          | Vereinigte Staaten                             | 3                     | - Jordan Adetunji feat. Kehlani – Kehlani - Beyoncé feat. Linda Martell & Shaboozey – Spaghettii - Future & Metro Boomin feat. The Weeknd – We Still Don’t Trust You - Latto – Big Mama                                                        | Rapsody 2020                              |